# Österreich beim Eurovision Young Musicians
Übertragende Rundfunkanstalt

Erste Teilnahme
1982
Anzahl der Teilnahmen
19
Höchste Platzierung
1 (1988, 1998, 2002, 2004, 2014, 2024)
Dieser Artikel befasst sich mit der Geschichte Österreichs als Teilnehmer des Wettbewerbs Eurovision Young Musicians.

## Regelmäßigkeit der Teilnahme und Erfolg im Wettbewerb
Österreich nahm seit der ersten Austragung des Wettbewerbs 1982 bis 2016 an jedem Wettbewerb teil. 2018 und 2020 nahm man aus nicht näher genannten Gründen am Wettbewerb nicht teil. 2022 kehrte Österreich zum Wettbewerb zurück. Mit insgesamt 9 Platzierungen unter den ersten drei, davon 6 Siegen, ist Österreich das erfolgreichste Land in der Geschichte des Eurovision Young Musicians.

## Liste der Beiträge
Farblegende: – 1. Platz. – 2. Platz. – 3. Platz. – ausgeschieden im Halbfinale/in der Qualifikation. – keine Teilnahme/nicht qualifiziert.
| Jahr      | Interpret                       | Instrument               | Stücke | Platz Finale             | Platz Halbfinale                   | Nationale Vorentscheidung |
| --------- | ------------------------------- | ------------------------ | --- | ------------------------ | ---------------------------------- | ------------------------- |
| 1982      | Leonhard Kubizek                | Klarinette               | Clarinet Concerto by Wolfgang Amadeus Mozart | k. A. / 6                | Direkt für das Finale qualifiziert |                           |
| 1984      | Ghislaine Fleischmann           | Violine                  | Concert for violin and orchestra op. 53, 3rd movement by Antonín Dvořák | k. A. / 7                | Direkt für das Finale qualifiziert |                           |
| 1986      | Günter Voglmayr                 | Flöte                    | Flute Concerto No. 2 in D-Dur, KV 314 von Wolfgang Amadeus Mozart | Ausgeschieden            | k. A. / 15                         |                           |
| 1988      | Julian Rachlin                  | Violine                  | Concerto for violin and orchestra in d, op.22 by Henryk Wieniawski | 1 / 6                    | k. A. / 16                         |                           |
| 1990      | Christine Heeger                | Klavier                  | Concert for Piano and Orchestra num. 2, A-major by Franz Liszt | k. A. / 5                | k. A. / 18                         |                           |
| 1992      | Andreas Schablas                | Klarinette               | Concerto In A Major For Clarinet And Orchestra Kv 622 by Wolfgang Amadeus Mozart | k. A. / 8                | k. A. / 13                         |                           |
| 1994      | Bernard Hufnagl                 | Posaune                  | Sonatine for trombone and piano. Allegro vivance by Kazimierz Serocki | Ausgeschieden            | k. A. / 24                         |                           |
| 1996      | Lidia Baich                     | Violine                  | 1st movement of Concerto No. 5 for violin and orchestra by Henri Vieuxtemps | 2 / 8                    | k. A. / 17                         |                           |
| 1998      | Lidia Baich                     | Violine                  | Violin Concerto no. 5, 1st Mov. by Henri Vieuxtemps | 1 / 8                    | k. A. / 13                         |                           |
| 2000      | Martin Grubinger                | Schlagzeug               | Canis Familiaris (Concertino fuer Schlagwerksolo und Orchester, op. 23) by Bruno Hartl | k. A. / 8                | k. A. / 18                         |                           |
| 2002      | Dalibor Karvay                  | Violine                  | Carmen Fantasy by Franz Waxman | 1 / 7                    | k. A. / 20                         |                           |
| 2004      | Alexandra Soumm                 | Violine                  | Violin Concerto No.1 (1st Movement) by Niccolò Paganini | 1 / 7                    | k. A. / 16                         |                           |
| 2006      | Daniela Koch                    | Querflöte                | Concerto for Flute and Orchestra, KV 314, 1st movement by W.A. Mozart | k. A. / 7                | k. A. / 8                          |                           |
| 2008      | Sol Daniel Kim                  | Cello                    | Franz Schubert: 1. Sonate für Arpeggione und Klavier in a-Moll (D 821) Niccolò Paganini: Variationen eines Themas von Rossini | Ausgeschieden            | k. A. / 16                         |                           |
| 2010      | Marie-Christine Klettner        | Violine                  | unbekannt | Ausgeschieden            | k. A. / 15                         |                           |
| 2012      | Emmanuel Tjeknavorian           | Violine                  | Scherzo for Violin and Piano in C minor von Johannes Brahms Tzigane, Rapsodie de Concert for Violin and Piano von Maurice Ravel Concerto for Violin and Orchestra in D minor, Op. 47 3rd mov. Allegro ma non tanto by Jean Sibelius | 2 / 7                    | k. A. / 14                         | interne Auswahl           |
| 2014      | Ziyu He                         | Violine                  | Violinkonzert KV 207, 1. Satz mit Kadenz Kurt Guntner von Wolfgang Amadeus Mozart Capriccio Op. 1/1 von Niccolò Paganini 2. Violinkonzert von Béla Bartók                                                                           | 1 / 14                   | k. A. / 7                          | interne Auswahl           |
| 2016      | Dominik Wagner                  | Kontrabass               | Concerto for Double Bass and Orchestra, Allegro with cadenza von Sergei Kussewizki | 3 / 11                   | Direkt für das Finale qualifiziert | interne Auswahl           |
| 2018 2020 | Auf Teilnahme verzichtet        | Auf Teilnahme verzichtet | Auf Teilnahme verzichtet | Auf Teilnahme verzichtet | Auf Teilnahme verzichtet           | Auf Teilnahme verzichtet  |
| 2022      | Alexander Svetnitsky-Ehrenreich | Klarinette               | 2. Klarinettenkonzert, 3. Satz "Alla Polacca" von Carl Maria von Weber | k. A. / 9                | Direkt für das Finale qualifiziert | interne Auswahl           |
| 2024      | Leonhard Baumgartner            | Violine                  | 5. Violinenkonzert in A-Mol, 1. Satz von Henri Vieuxtemps | 1 / 11                   | Direkt für das Finale qualifiziert | interne Auswahl           |

## Nationale Vorentscheidungen
Österreich wählte alle seiner bisherigen Vertreter intern aus, soweit es nachvollziehbar ist.

## Ausgerichtete Wettbewerbe
Österreich richtete den Wettbewerb insgesamt sechs Mal aus, so oft wie kein anderes Land. Davon richtete man zwischen 2006 und 2012 jeden Wettbewerb aus. Alle Wettbewerbe fanden in Wien statt.
| Jahr | Stadt | Austragungsort                     | Moderation                               |
| ---- | ----- | ---------------------------------- | ---------------------------------------- |
| 1990 | Wien  | Wiener Musikverein                 | Gerhard Tötschinger                      |
| 1998 | Wien  | Wiener Konzerthaus                 | Julian Rachlin                           |
| 2006 | Wien  | Wiener Konzerthaus (Halbfinale)    | Michael Ostrowski als Schallbert Gilet   |
| 2006 | Wien  | Wiener Rathausplatz (Finale)       | Michael Ostrowski als Schallbert Gilet   |
| 2008 | Wien  | Theater an der Wien (Halbfinale)   | Christoph Wagner-Trenkwitz & Lidia Baich |
| 2008 | Wien  | Wiener Rathausplatz (Finale)       | Christoph Wagner-Trenkwitz & Lidia Baich |
| 2010 | Wien  | ORF-Landesstudio Wien (Halbfinale) | Christoph Wagner-Trenkwitz               |
| 2010 | Wien  | Wiener Rathausplatz (Finale)       | Christoph Wagner-Trenkwitz               |
| 2012 | Wien  | Wiener Konzerthaus (Halbfinale)    | Pia Strauß (Halbfinale)                  |
| 2012 | Wien  | Wiener Rathausplatz (Finale)       | Martin Grubinger (Finale)                |

## Impressionen

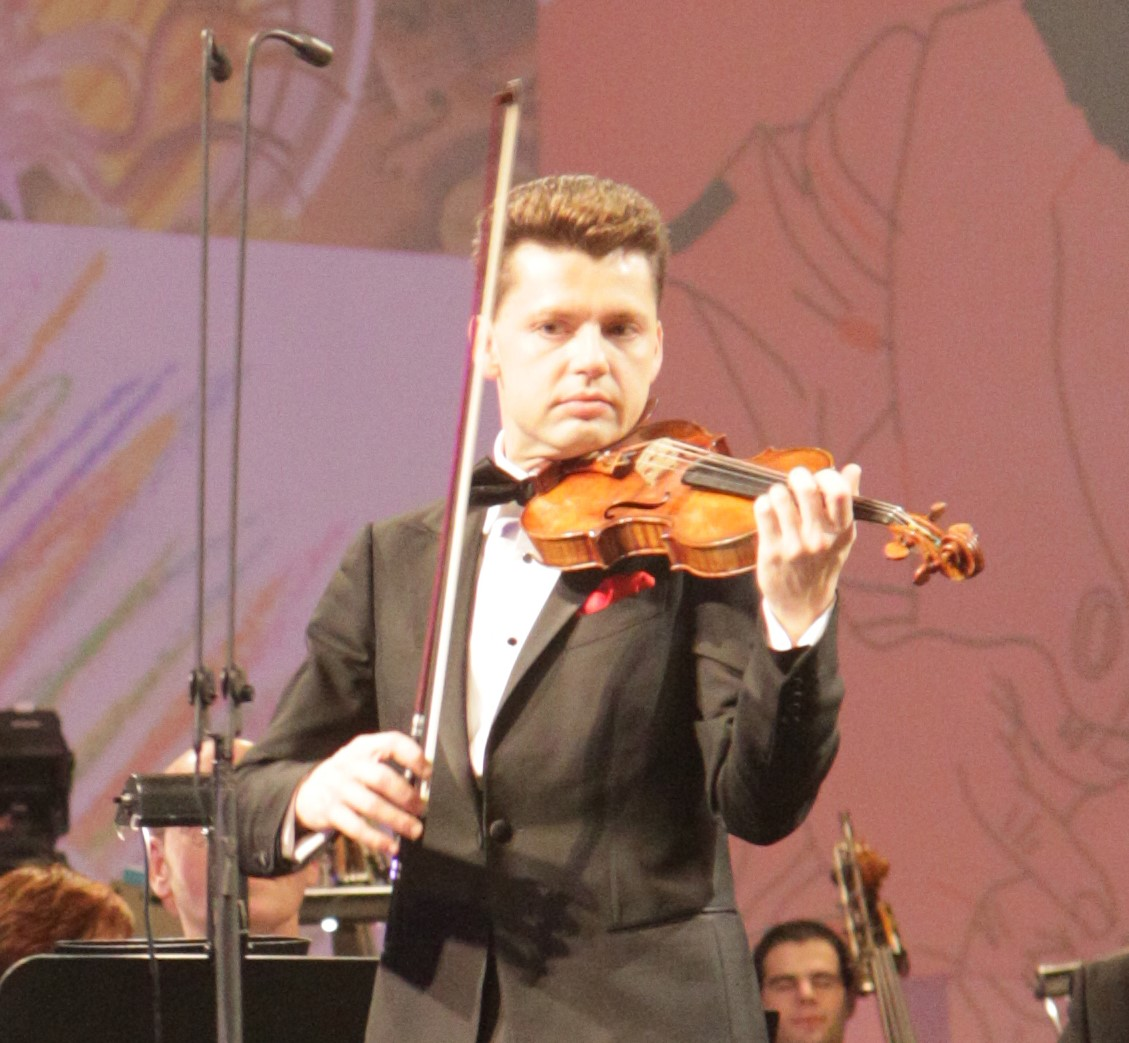
Julian Rachlin (Sieger 1988)
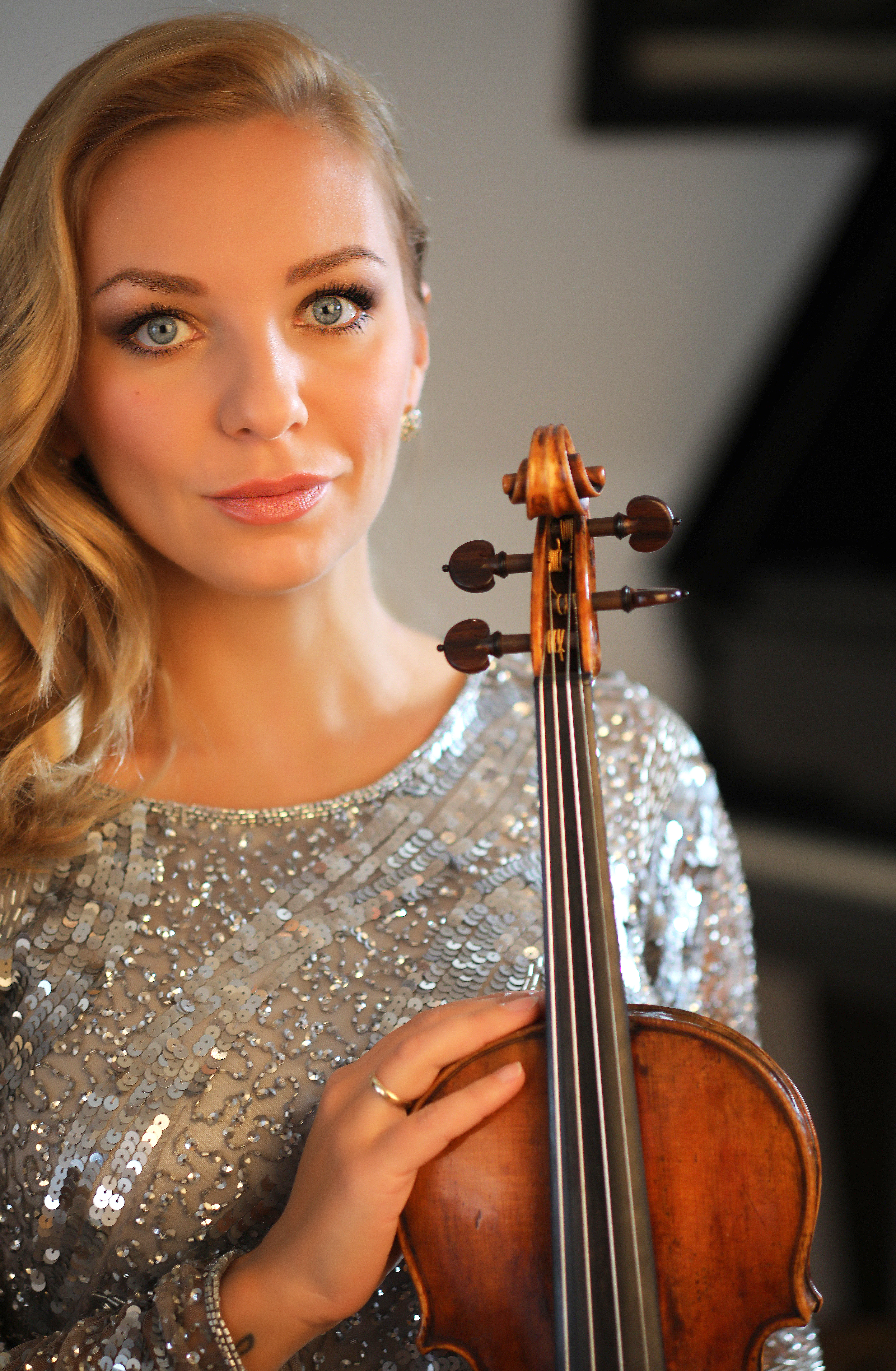
Lidia Baich (Siegerin 1998)
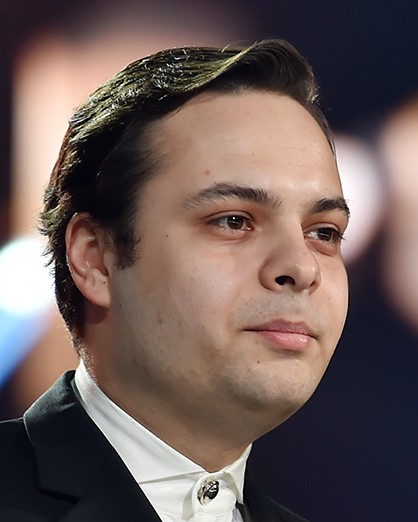
Dalibor Karvay (Sieger 2002)
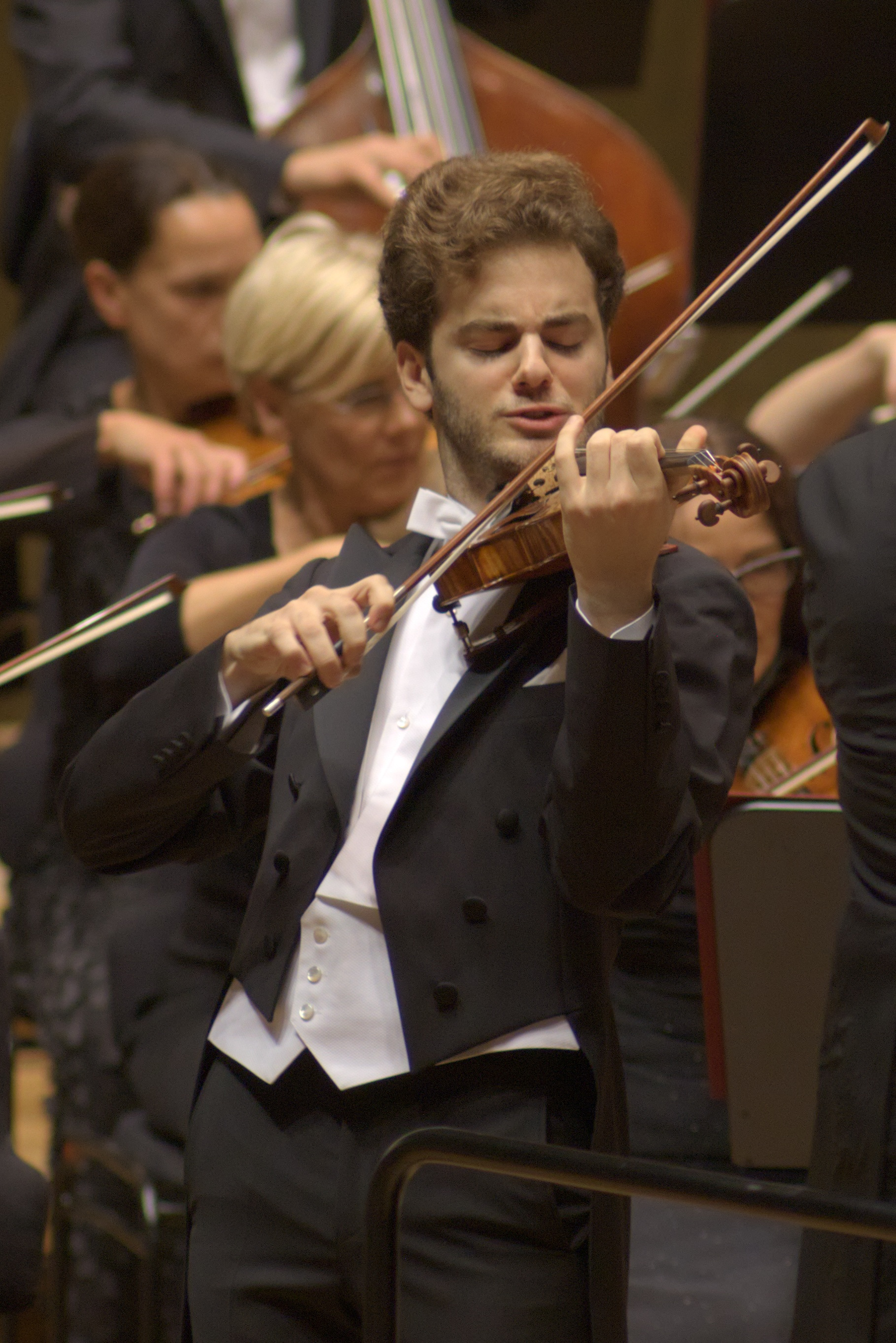
Emmanuel Tjeknavorian (Zweiter 2012)
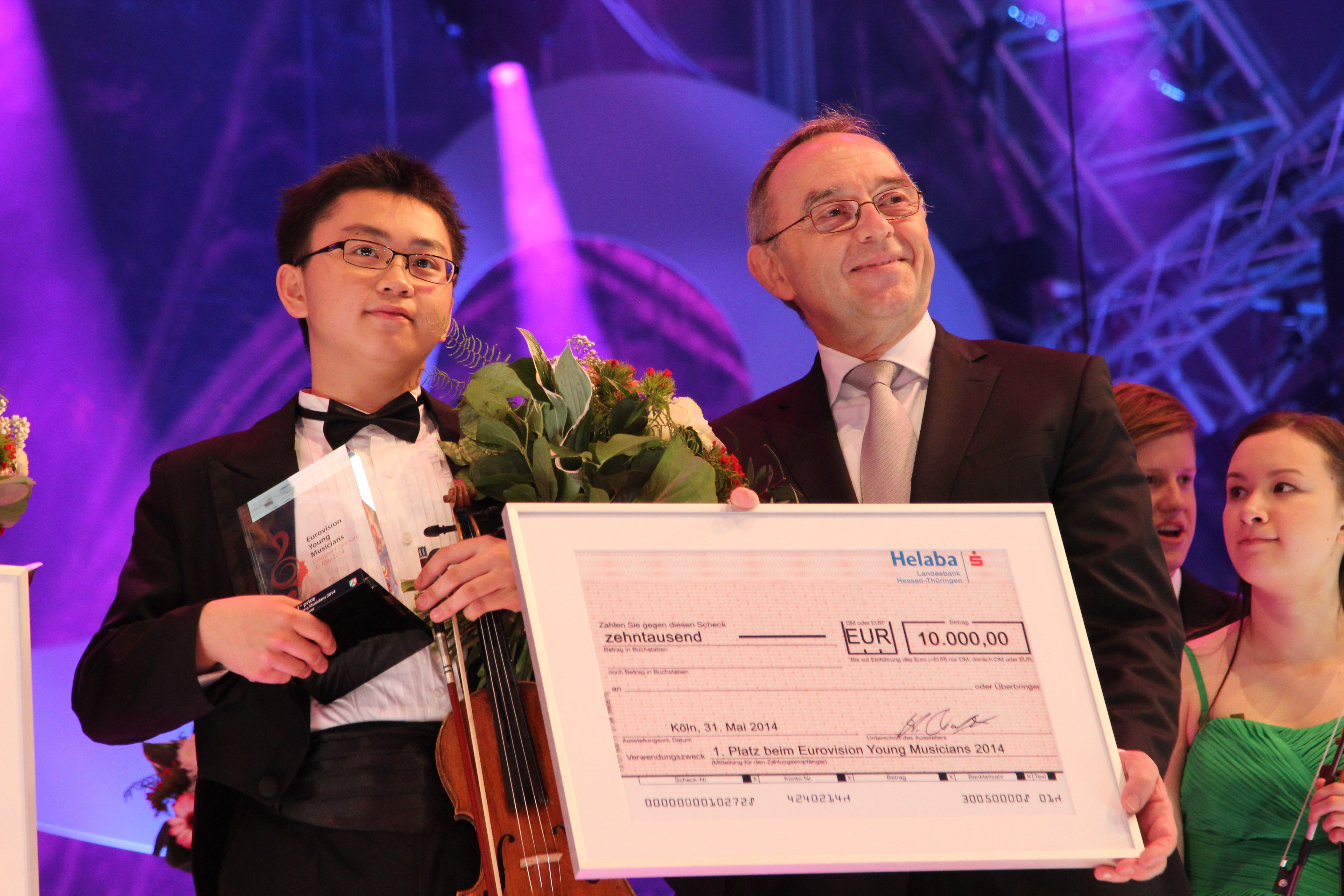
Ziyu He 2014 (gemeinsam mit Norbert Walter-Borjans)
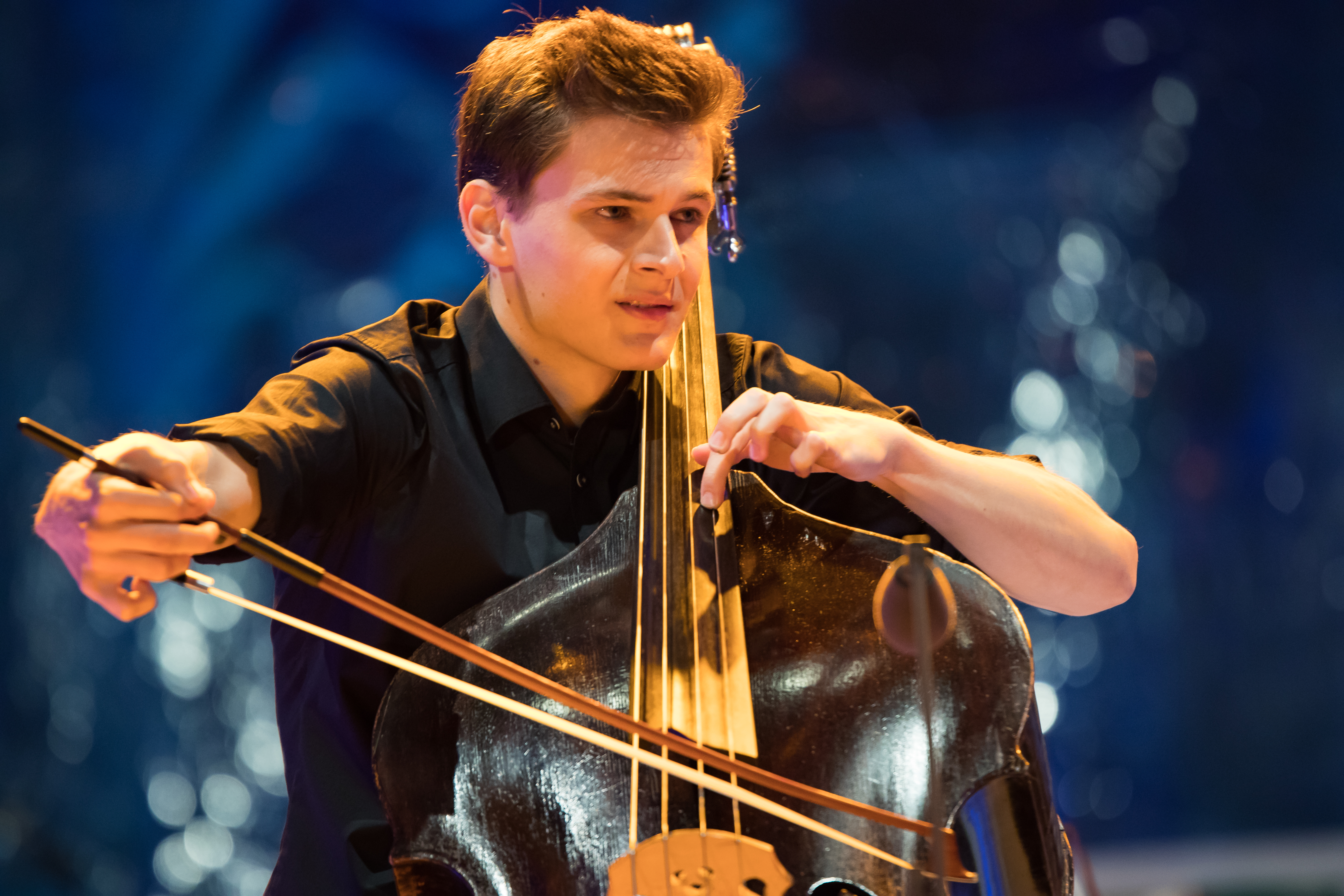
Dominik Wagner 2016